# 重松きさら
重松きさら（しげまつ きさら、Shigematsu Kisara）は、日本で活動するダンサー。2005年からHIPHOPダンスを始め、現在はWaack,Rock,Soulを中心に活動している。活動名はkisara。

## 基本情報
- 出身地:日本・兵庫県・神戸市
- ジャンル:ダンサー（Waack,Rock,Soul）
- 活動期間:2005年 -

## 賞歴（一部抽出）
- 2007年
  - 第37回神戸まつりベストパフォーマンス賞

- 2009年
  - 大和証券グループPresents第8回南港ダンスフェス'09秋グランプリケーブルテレビ杯ジュニアの部グランプリ[1]
  - 六甲アイランドフェスティバルベストスマイル賞神戸ゆかり美術館賞
  - ASICS promotion video
- 2010年
  - 第8回Strawberry concert入賞

- 2011年
  - Pump it up MVD
  - ストリートダンスフェスティバルチームワーク賞
- 2012年
  - Challenge Battle MVDグダグダBattle優勝
  - Ice-cream Dance Special Battle 準優勝
  - グダグダBattle準優勝
  - UNITY Vol.14 DanceBattle準優勝
- 2013年
  - Kids Dance TV Frontline 3月優勝
- 2014年
  - Dance Battle in Uchiko 優勝
- 2015年
  - Pump it up作品賞

- 2016年
  - 神戸都市ビジョン神戸1000スマイル宣伝広告
  - Pump it up作品賞

- 2018年
  - 第11回日本高校ダンス部選手権新人戦西日本大会スモールクラス日本赤十字社LOVE in Action賞
  - Love in Action Meeting LIVE2018 @東京国際フォーラム出場
  - Mステへの階段ウルトラオーディションファイナリスト
- 2019年
  - 全日本チームダンス選手権大会西日本ソロバトル準優勝
  - 全国高校生アートコンペティション2019[2]入賞